# Attius Labeo
Attius Labeo (1. század) római költő.
Munkássága a negatívumairól vált emlékezetessé. Homérosz költeményeit próbálta ugyanis átültetni latinra de annyira vulgáris, rossz nyelvezetet használt, hogy munkássága gúny tárgyává vált, különösen a szatíráiról híres Persius korabeli megsemmisítő kritikái révén. Munkáiból egyetlen sor maradt fenn, az is későbbi kommentárokból: „crudum manduces Priamum Priamique pisinnos”, lett a latin fordítása Labeo előadásában a következő homéroszi szavaknak: „ὠμòν ßεßρώΘοις Πρίαμον Πριάμοιó τε παîδας” (Iliász, iv, 35).
A 17. századi Angliában, Shakespeare korában Labeo neve a rossz költészet szinonimájává vált.